# Балакин, Михаил Дмитриевич
Михаил Дмитриевич Балакин (род. 20 апреля 1961 года, Серпухов, Московская область, СССР) — российский предприниматель и политик, председатель совета директоров Инвестиционно-Строительной Группы Компаний «СУ-155».

## Биография
Михаил Балакин родился 20 апреля 1961 года в Серпухове в семье строителей.
В 1983 году окончил Московский инженерно-строительный институт им. В. В. Куйбышева по специальности «инженер-строитель» (по другой версии — по специальности «теплогазоснабжение и вентиляция»).
После окончания института распределился в управление № 204 треста «Мосфундаментстрой-1» Главмосстроя.
В 1990 году был назначен директором Строительного управления № 155 Главмосстроя. В 1993 году, в процессе акционирования Строительного управления № 155 стал его совладельцем и генеральным директором.
В 2000 году переходит на работу в Комплекс архитектуры, строительства, развития и реконструкции Москвы, где отвечал за строительство муниципальных объектов и реконструкцию ветхого жилого фонда в должности начальника оперативно-распорядительного управления реализации городских программ мэрии Москвы. Во время его работы в Комплексе архитектуры, строительства, развития и реконструкции Москвы были возведены здание Дома музыки на Красных Холмах, новая сцена Большого театра, площадь Европы возле Киевского вокзала, искусственный горнолыжный склон в Ново-Переделкине, здание библиотеки МГУ. Компания «СУ-155» в этот период процветала: по городскому заказу ею были построены 20% домов; в 2004 году она построила 1,2 млн м² жилья — четверть от общего показателя по Москве; из 14 участков, которые компания получила в 2001 году, 12 были выделены без конкурса.
В 2005 году, оставив по собственному желанию должность служащего, вернулся к руководству «СУ-155», где занимает должность Председателя совета директоров.
В 2014 году начал второй «поход во власть», став депутатом Московской городской Думы VI созыва от ЛДПР.
На выборах мэра Москвы, прошедших 9 сентября 2018 года, набрал 1,87 % голосов (41 тысяча) и занял последнее место.

## Бизнес
Михаил Балакин — основной акционер Группы компаний «СУ-155», в которую входит более 80 промышленных и строительных предприятий. Оборот «СУ-155» в 2013 году вырос на 35 % и составил 114,2 млрд рублей.
Михаил Балакин был одним из акционеров Независимого Строительного Банка, но в апреле 2013 года продал свою долю в банке.
В 2014 году вышел из капитала управляющих компаний, ранее входивших в Группу компаний «СУ-155». В 2016 году компания признана банкротом. В марте 2019 года суд признал банкротом и самого Балакина.

## Состояние
Находится в российском рейтинге журнала Forbes с 2005 года (кроме 2009 года), в глобальном рейтинге журнала Forbes с 2010 года:
| Год                                                         | 2005 | 2006 | 2007 | 2008 | 2009 | 2010 | 2011 | 2012 | 2013 | 2014 | 2015 |
| ----------------------------------------------------------- | ---- | ---- | ---- | ---- | ---- | ---- | ---- | ---- | ---- | ---- | ---- |
| Капитал по версии Forbes, млрд. $                           | 0,55 | 0,8  | 1,2  | 4    | 0    | 1,6  | 2,3  | 1,9  | 1,8  | 1,9  | 1,7  |
| Занимаемое место в списке 100 богатейших бизнесменов России | 50   | 57   | 53   | 34   | -    | 41   | 40   | 46   | 57   | 52   | 50   |
| Занимаемое место в мировом рейтинге миллиардеров Forbes     | -    | −    | −    | −    | −    | 616  | 512  | 683  | 831  | 931  | −    |

В декларации о доходах за 2014 год, поданной им депутатом Мосгордумы, Балакин отчитался о заработке в размере 196,73 млн рублей. Тем самым он оказался самым обеспеченным депутатом московской Думы. Годом ранее его доход составил 724,52 млн рублей. В его собственности жилой дом в 754,9 м², четырехкомнатная квартира площадью 147 м², автомобиль BMW 645, три мотолодки, автоприцеп и квадроцикл. С ростом проблем в основном бизнесе упали доходы. По итогам 2017 года Балакин задекларировал наименьший доход среди депутатов московского парламента — 52 тысячи рублей.

## Общественно-политическая деятельность
Михаил Балакин входит в состав Совета Некоммерческого партнёрства Саморегулируемая организация «Московский строительный союз», Группа компаний «СУ-155» — одна из сооснователей «Московского строительного союза».
С 2014 года член Общественного совета при министерстве строительства и ЖКХ России.
С 2014 года участвует в деятельности депутатского объединения Троицкого и Новомосковского административных округов города Москвы в качестве эксперта.
Весной 2014 года СМИ сообщали о том, что Михаил Балакин будет баллотироваться в Московскую городскую думу, однако затем другие СМИ это опровергли. Позднее информация о том, что Балакин идёт на выборы как самовыдвиженец была подтверждена, но зарегистрировался кандидатом он в составе списка ЛДПР.
Победил на выборах в Московскую городскую думу по 38 избирательному округу, набрав 46,01% голосов от пришедших на выборы.
Выдвинут партией «Союз горожан» на пост мэра Москвы в 2018 году. Партия «Союз горожан» входит в группу партий, организованных политтехнологом Андреем Богдановым.

## Благотворительная деятельность
Михаил Балакин и возглавляемая им Группа компаний «СУ-155» принимают активное участие в строительстве и возрождении храмов.
В 2002—2005 годах Группа компаний «СУ-155» реконструировала Храм в честь святителя Николая Мирликийского (Николы Белого) в Серпухове, основанный ещё в XVI веке, — храм был восстановлен по эскизам и фотографиям.
В 2009—2012 годах силами в том числе и «СУ-155» и на средства в том числе «СУ-155» и семьи Михаила Балакина восстанавливался Кронштадтский Морской собор во имя Святителя Николая Чудотворца, который был закрыт в 1929 году, а в советское время побывал кинотеатром, домом офицеров Балтийского флота, концертным залом, филиалом Центрального военно-морского музея.
В 2014 году при поддержке Михаила Балакина и ГК «СУ-155», которая одновременно является и инвестором-застройщиком и генподрядчиком объекта, продолжилось строительство нового храма на улице Железнодорожной в Щербинке, остановившееся ранее после возведения фундамента и окончания собранных на строительство средств. Также в 2014 году по инициативе Михаила Балакина и Серпуховского благочиния Русской Православной Церкви началась реставрация храма святителя Николая в Бутках на улице Чернышевского. В советское время был закрыт, и постепенно сооружение оказалось в руинах.

## Награды

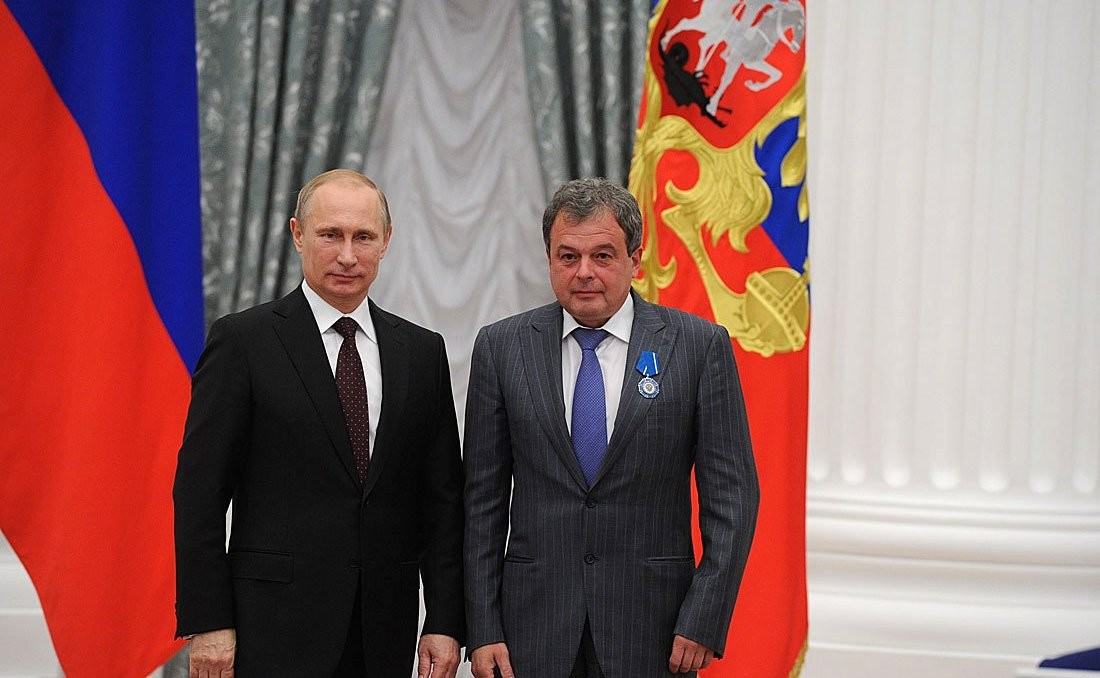
Награждение Орденом Почёта. 31 июля 2014 года

Лауреат премии «Персона года-2004» за вклад в развитие строительной отрасли.
В 2008 году удостоен почетного звания «Заслуженный строитель Российской Федерации».
В 2011 году отмечен Почетной грамотой Президента Российской Федерации.
В 2014 году награждён Орденом Почёта.
Кроме государственных наград, имеет награды Русской Православной Церкви:
- в 2005 году Патриарх Московский и всея Руси Алексий II вручил Михаилу Балакину Орден святого благоверного князя Даниила Московского III степени[67];
- в 2007 году был награждён орденом преподобного Серафима Саровского III степени[68][69] за активное участие в возрождении кафедрального собора Серпухова ― храма Николы Белого;
- в 2014 году получил медаль святого благоверного князя Георгия Всеволодовича третьей степени от Нижегородской епархии Русской Православной Церкви[70];
- в 2014 году Патриарх Московский и всея Руси Кирилл вручил Михаилу Балакину орден преподобного Серафима Саровского II степени[71][72] за активное участие в возрождении храмов, монастырей и церковно-общественную деятельность.

## Семья
Женат, есть дочь.

## Хобби
Любит горные лыжи и коллекционирует самодельные вина, играет в шахматы.